# Samium
Samium ali Samiom je bil verjetno tretji amoritski kralj posumerske mestne države Larse, ki je vladal okoli 1976 do 1942 pr. n. št. (dolga kronologija).
V ruševinah Larse niso našli nobenih napisov, ki bi dokazovali njegovo kraljevanje. O njem je znano samo to, da ni priznaval nadvlade isinskih ampak nadvlado lagaških kraljev.